# 2019 en astronomie
2017 en astronomie - 2018 en astronomie - 2019 en astronomie - 2020 en astronomie - 2021 en astronomie 

## Événements

### Janvier
- 1er janvier : New Horizons survole (486958) Arrokoth, surnommé à cette date Ultima Thulé, l'objet le plus lointain jamais exploré par l'humanité[1],[2].

- 3 janvier :

(486958) Arrokoth photographié le 1er janvier 2019 à 6700 km par la sonde New Horizons.

  - la Terre se trouve à son périhélie à 5 h 20 UTC[3].
  - la sonde lunaire chinoise Chang'e 4 réalise premier le premier alunissage en douceur sur la face cachée de la Lune.
- 4 janvier :
  - l'astéroïde binaire (90) Antiope occulte l'étoile TYC 1868-00281-1, visible sur une bande traversant la France (de Brest à Strasbourg), le sud de l'Allemagne, l'Autriche, la Hongrie, la Roumanie…[4].
  - Découverte de 2019 AQ3 par le Zwicky Transient Facility[5].
- 6 janvier : éclipse partielle de Soleil.
- 9 janvier : publication dans la revue Nature des analyses des résultats du télescope Gaia qui contiennent les premières preuves directes de la cristallisation des étoiles naines blanches[6],[7].
- 21 janvier : éclipse totale de Lune, visible en totalité sur les Amériques[8],[9] ; un impact météorique est observé au tout début de la phase de totalité.
- 24 janvier : découverte de 3 amas globulaires dans le bulbe de notre galaxie[10],[11].

### Février
- 1er février : l'Arch Mission Foundation annonce le succès de la mise en orbite d'un disque contenant des copies de pages Wikipédia, première pièce de son projet d'archivage des connaissances dans l'espace « Orbital Library ».
- 8 février : les données de Gaia DR2 précisent la masse de notre galaxie à 1 500 milliards de M☉[12],[13].
- 10 février : nouvelle hypothèse sur la masse et la position de la planète Neuf[14].
- 11 février : confirmation que le cratère de Pantasma (Nicaragua) est un cratère d'impact vieux de 815 millions d'années[15],[16].
- 13 février :
  - la NASA annonce la fin de mission d'Opportunity, dont le contact est perdu depuis le 10 juin 2018[17].
  - l'observation par Chandra du quasar H1821+643 ont permis de retrouver de la masse baryonique manquante, qui serait constituée de filaments à grande échelle d'un milieu intergalactique de gaz chauds[18],[19].
- 15 février : les données de SoHO montrent que la géocouronne s'étend au-delà de l'orbite de la Lune[20],[21].
- 19 février :
  - l'astéroïde (4388) Jürgenstock occulte le système binaire de Sirius[22].
  - le réseau d'antennes LOFAR découvre 300 000 nouvelles galaxies[23],[24].
  - découverte de la super-Terre Gliese 411 b grâce au spectrographe SOPHIE de l'observatoire de Haute-Provence. C'est la 3e exoplanète la plus proche[25],[26],[27].
- 20 février : le 14e satellite naturel de Neptune bénéficie d'une nouvelle étude précisant ses caractéristiques et est baptisé Hippocampe[28].
- 22 février :
  - par une manœuvre de posé-décollé, la sonde Hayabusa 2 récolte quelques décigrammes du sol de l'astéroïde Ryugu[29].
  - décollage de l'atterrisseur lunaire Beresheet de la société israélienne SpaceIL[30].

### Mars
- 11 mars : publication sur une violente tempête solaire ayant frappé la Terre vers 660 av. J.-C.[31],[32].
- 12 mars : annonce de la découverte d'un disque de poussières circumsolaire situé au niveau de l'orbite de Mercure[33],[34].
- 16 mars : annonce de la NASA que le bolide de la mer de Béring du 18 décembre 2018, d'énergie totale calculée d'impact de 173 kilotonnes de TNT, est le deuxième plus grand astéroïde à percuter la Terre en 30 ans, après le superbolide de Tcheliabinsk[35].

### Avril

Image du trou noir M87*.

- 10 avril : la collaboration internationale de l'Event Horizon Telescope publie la première image résolue d'un trou noir, en l'occurrence M87*, le trou noir supermassif au centre de la galaxie M87. (Image animée du trou noir M87*)
- 11 avril : la sonde privée israélienne Beresheet s'écrase sur la Lune lors de son atterrissage.
- 12 avril : la fusion de deux trous noirs de masse très différentes, nommée GW190412, est détectée sous forme d'ondes gravitationnelles[36],[37].

### Mai
- 15 mai : sursaut de luminosité de Sagittarius A*[38].
- 21 mai : détection d'ondes gravitationnelles GW190521, provenant de la fusion de 2 trous noirs de 85 et 66 fois la masse du soleil en un trou noir intermédiaire de 142 masses solaires, à une distance de 7 milliards d'années-lumière[39],[40].

### Juin
- 22 juin : impact du petit astéroïde 2019 MO au large des côtes de la Jamaïque.

### Juillet

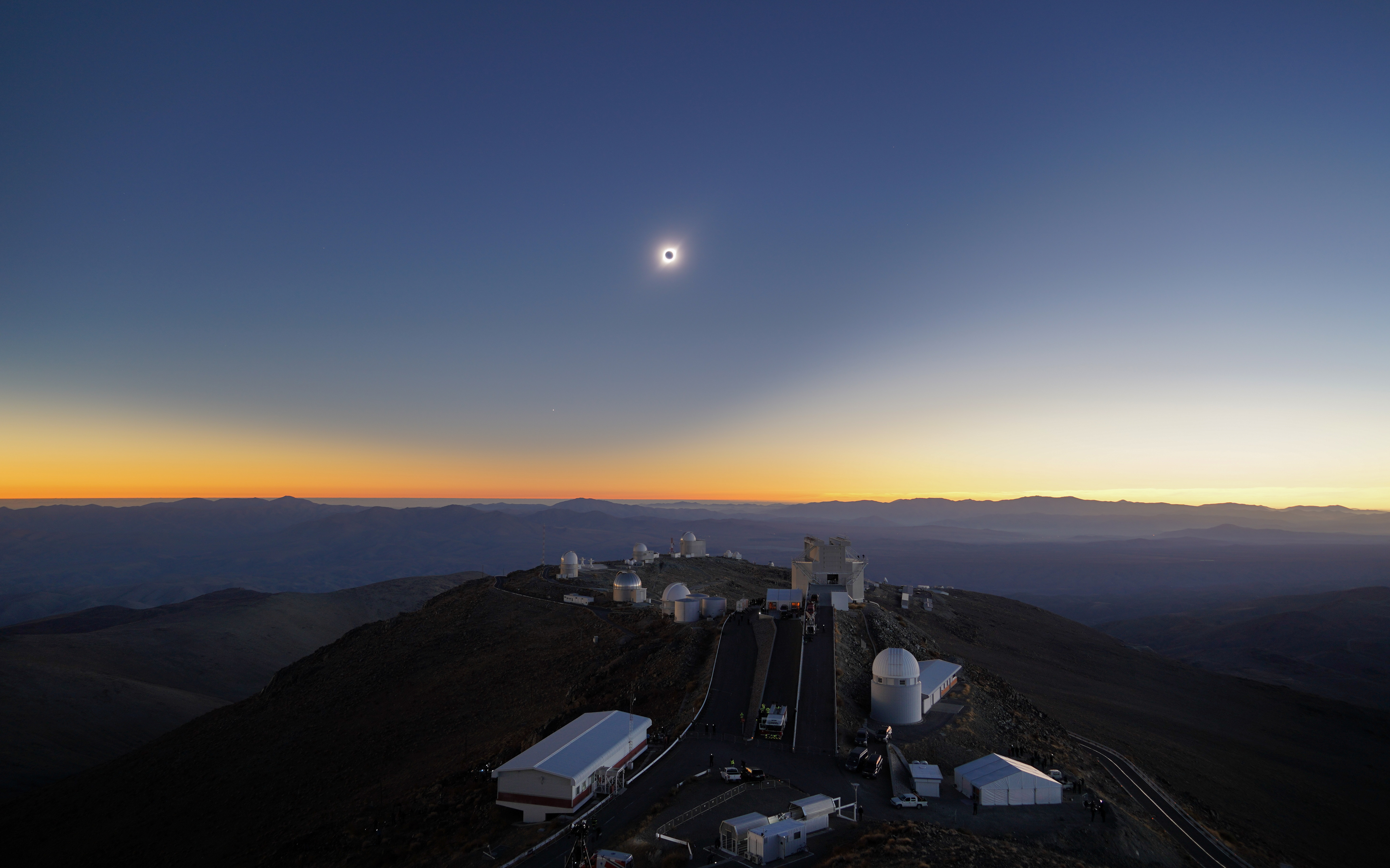
L’éclipse 2019 au-dessus de La Silla.

- 2 juillet : éclipse solaire totale, passant sur le Chili et l'Argentine[41].
- 4 juillet : la Terre se trouve à son aphélie à 22h11 TU[3].
- 13 juillet : le télescope spatial Spektr-RG est lancé depuis le cosmodrome de Baïkonour.
- 16 juillet : éclipse partielle de Lune, visible en totalité sur l'Afrique et le Moyen-Orient.
- 22 juillet : lancement de la sonde spatiale lunaire Chandrayaan-2.

### Août
- 14 août : les anomalies gravitationnelles de Jupiter, découvertes par la sonde Juno, pourraient être dues à une collision avec un embryon de planète[42].
- 19 août : Anne-Marie Lagrange et son équipe découvre une seconde planète géante autour de Beta Pictoris à l'aide de l'instrument HARPS[43],[44],[45].
- 23 août : l'astronaute américaine Anne McClain est accusée de s'être connectée illégalement au compte bancaire de son ex-épouse Summer Wooden, ce qui constitue des délits d'usurpation d'identité et d'accès irréguliers à des dossiers financiers, durant les expéditions 58 et 59 de l'ISS de décembre 2018 à juin 2019 ; si les faits sont avérés, il s'agirait alors des premiers délits commis dans l'espace.
- 26 août : le sursaut gamma court GRB 160821B observé le 21 août 2016 à la fois par Hubble et par SWIFT, est une kilonova, fusion de deux étoiles à neutrons[46],[47].

### Septembre
- 11 septembre :
  - vapeur d'eau détectée par le télescope Hubble sur l'exoplanète K2-18 b.
  - annonce officielle de la découverte de la comète 2I/Borissov, second objet interstellaire connu.

### Octobre
- 8 octobre : annonce de la découverte de 20 nouveaux satellites autour de Saturne[48].

### Novembre

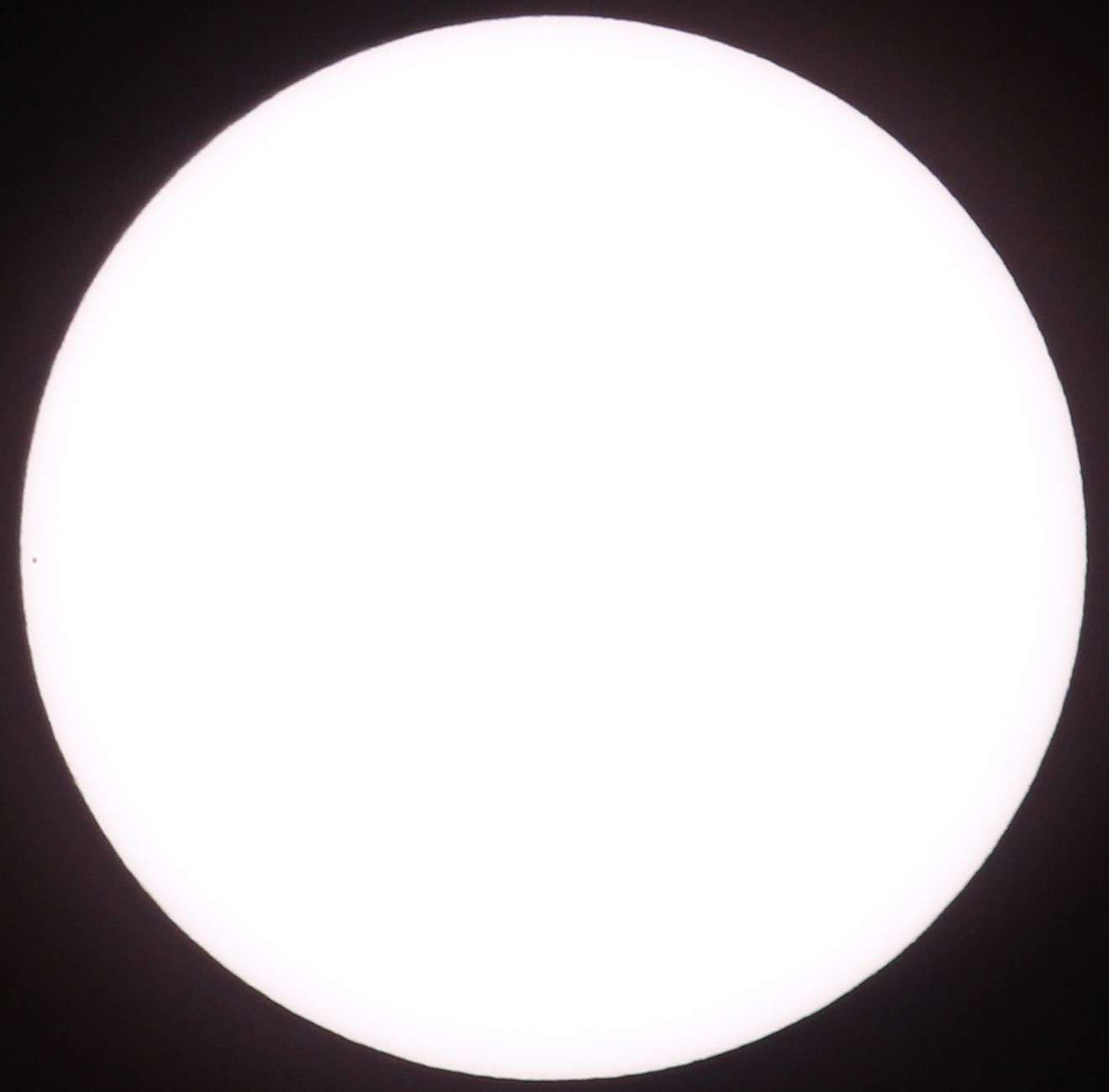
Début du transit de Mercure (sur le bord gauche).

- 11 novembre : transit de Mercure visible totalement depuis l'Amérique du Sud, l'Amérique centrale et la côte ouest de l'Amérique du Nord[49].
- 20 novembre : annonce de la découverte de 2 sursauts gamma les plus énergétiques connus[50].
- 27 novembre : annonce de la découverte du système LB-1, avec un trou noir d'environ 68 masses solaires, prélude à un nouveau type de trou noir[51].

### Décembre
- Début du cycle solaire 25[52].
- 1er décembre : Holm 15A* avec une masse de 40 milliards fois le soleil est le trou noir le plus massif mesuré directement[53],[54].
- 4 décembre :
  - annonce de la première découverte d'une exoplanète de type Neptune chaud autour d'une naine blanche[55],[56].
  - la sonde solaire Parker permet des découvertes importantes sur le vent solaire, le champ magnétique solaire et la couronne solaire[57],[58].
- 5 décembre : lancement depuis Cap Canaveral (États-Unis) du satellite AztechSat-1, construite par l'Université Populaire Autonome de l’État de Puebla et par l'Agence Spatiale Mexicaine, première mise-en-orbite d'un satellite mexicain depuis 23 ans[59],[60].
- 18 décembre : lancement du télescope spatial CHEOPS[61].
- 23 décembre : la luminosité de Bételgeuse décroit anormalement, la faisant passer à la 21e place des étoiles les plus brillantes[62],[63].
- 26 décembre : éclipse solaire annulaire.

## Objets

### Exoplanètes
- Découverte de la super-Terre Gliese 411 b grâce au spectrographe SOPHIE de l'observatoire de Haute-Provence. C'est la 3e exoplanète la plus proche[25],[26],[27].
- Annonce en décembre de la première découverte d'une exoplanète de type Neptune chaud autour d'une naine blanche : WD J0914+1914 b[55],[56].

### Comètes
En 2019, les comètes suivantes sont à l'honneur :
- C/2018 Y1 (Iwamoto), découverte le 10 septembre 2018, passe au périhélie le 6 février et au périgée le 12 février[64].
- 2I/Borissov, découverte le 30 août par Guennadi Borissov, est reconnue comme comète interstellaire le 24 septembre. Elle passe au périhélie le 8 décembre et au périgée le 28 décembre[65],[66].

### Phases de la Lune
Le tableau suivant résume les phases de la Lune pour l'année 2019 :
| #  | Nouvelle lune | Premier quartier | Pleine lune | Dernier quartier |
| -- | ------------- | ---------------- | ----------- | ---------------- |
| 1  | 06/01         | 14/01            | 21/01       | 27/01            |
| 2  | 04/02         | 12/02            | 19/02       | 26/02            |
| 3  | 06/03         | 14/03            | 21/03       | 28/03            |
| 4  | 05/04         | 12/04            | 19/04       | 26/04            |
| 5  | 04/05         | 12/05            | 18/05       | 26/05            |
| 6  | 03/06         | 10/06            | 17/06       | 25/06            |
| 7  | 02/07         | 09/07            | 16/07       | 25/07            |
| 8  | 01/08         | 07/08            | 15/08       | 23/08            |
| 9  | 30/08         | 06/09            | 14/09       | 22/09            |
| 10 | 28/09         | 05/10            | 13/10       | 21/10            |
| 11 | 28/10         | 04/11            | 12/11       | 19/11            |
| 12 | 26/11         | 04/12            | 12/12       | 19/12            |
| 13 | 26/12         |                  |             |                  |

### Conjonctions
Conjonctions notables entre Lune, planètes du système solaire, et étoiles remarquables pour l'année 2019 :
| Date | Premier corps | Deuxième corps | Séparation |
| ---- | ------------- | -------------- | ---------- |

## Personnalités

### Prix
- Prix de physique fondamentale du Breakthrough Prize : Sergio Ferrara, Daniel Z. Freedman et Peter van Nieuwenhuizen, pour leurs travaux sur la théorie quantique de la gravitation[68].
- 8 octobre : le prix Nobel de physique 2019 est attribué au canado-américain James Peebles pour avoir prédit l'existence du fond diffus cosmologique et avoir été le premier à comprendre l'importance de la matière noire dans les grandes structures de l'Univers, et aux suisses Michel Mayor et Didier Queloz pour avoir prouvé l'existence des exoplanètes en découvrant 51 Pegasi b en 1995[69].
- 8 novembre : le Congrès des États-Unis décerne la Médaille d'or du Congrès aux figures de l'ombre notamment Katherine Johnson, Christine Darden, et à titre posthume Mary Jackson, Dorothy Vaughan, et à toutes les femmes qui ont servi comme calculatrices, mathématiciennes, et ingénieures à la National Advisory Committee for Aeronautics et à la National Aeronautics and Space Administration entre les années 1930 et 1970[70].

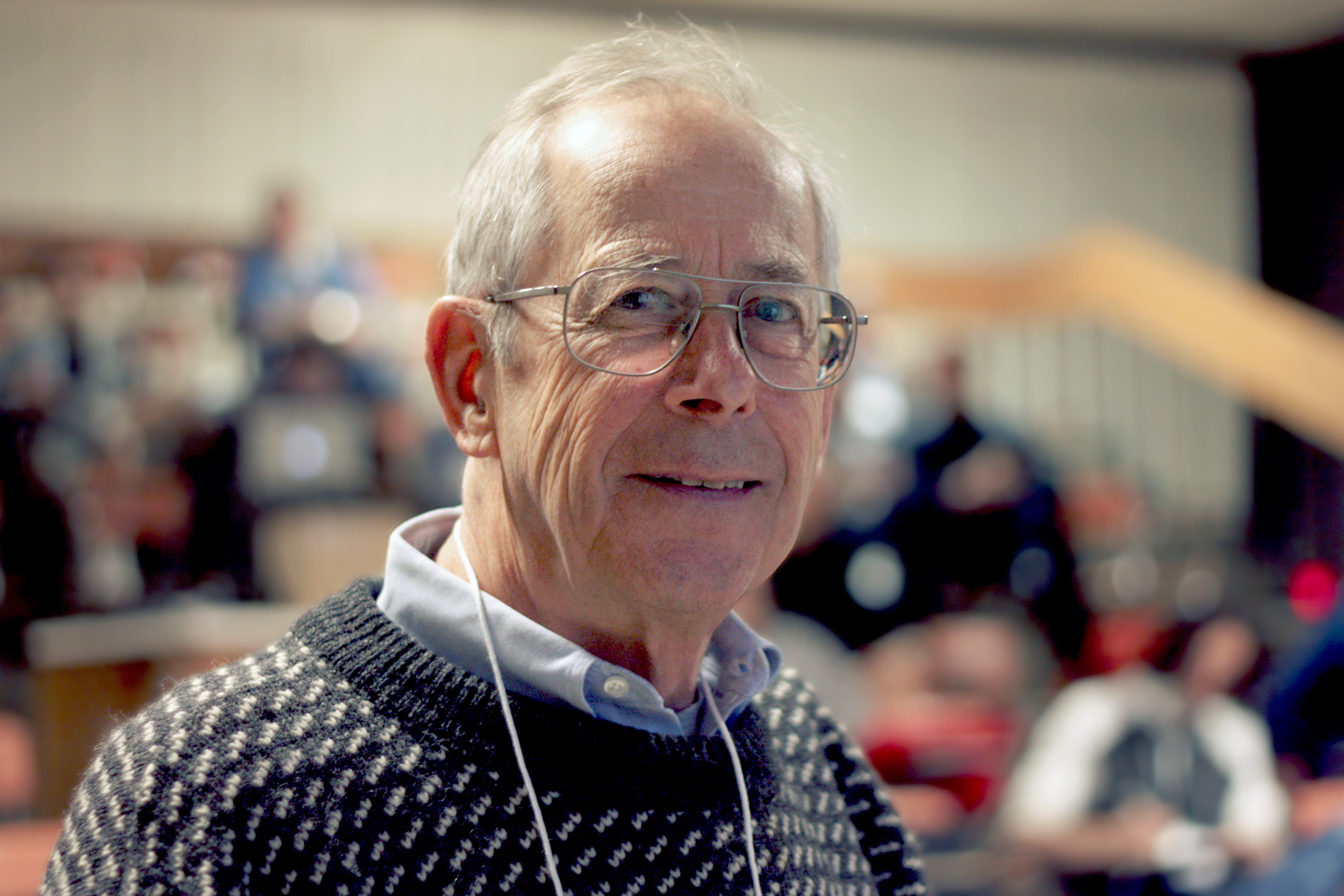
James Peebles
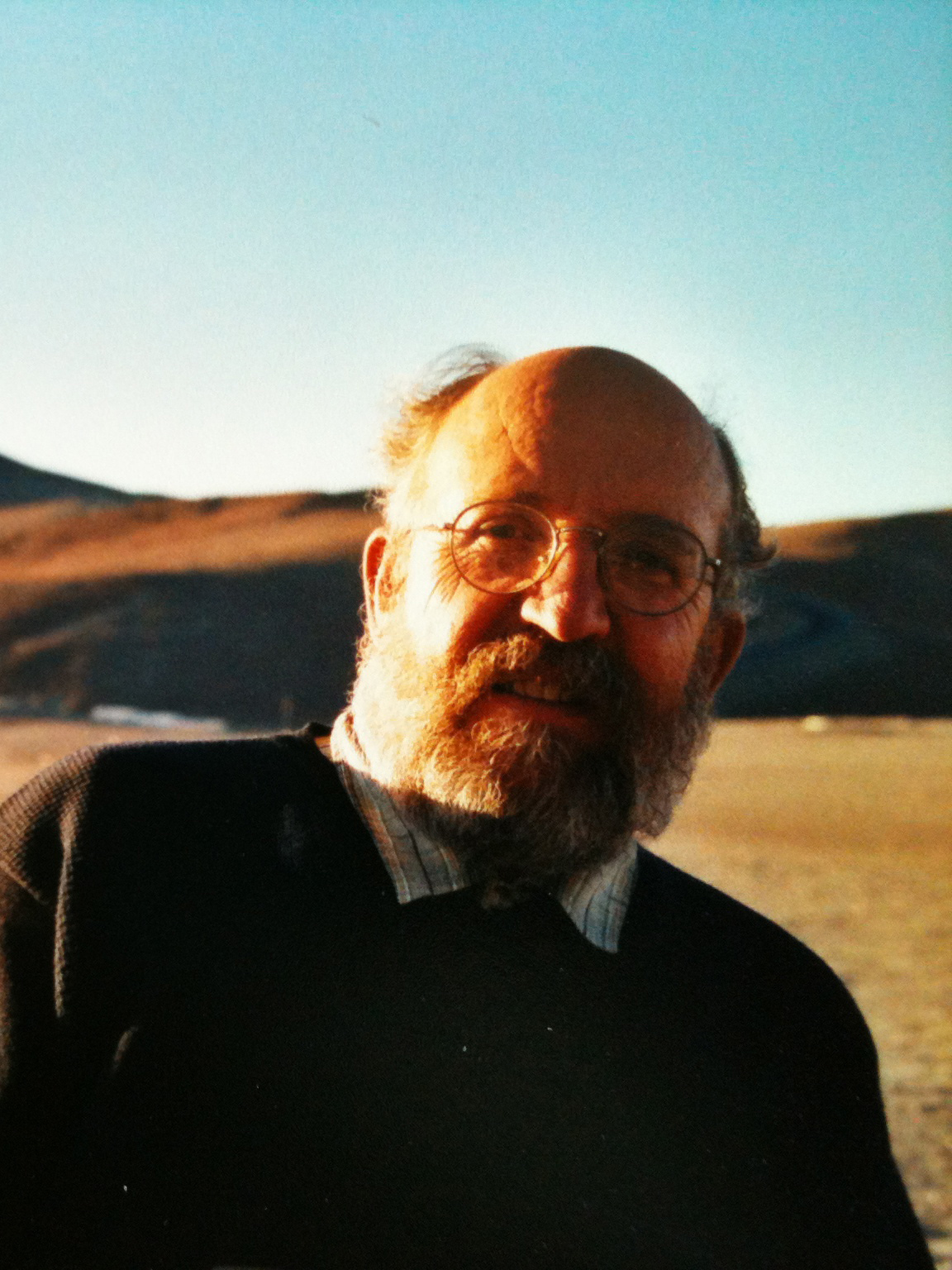
Michel Mayor
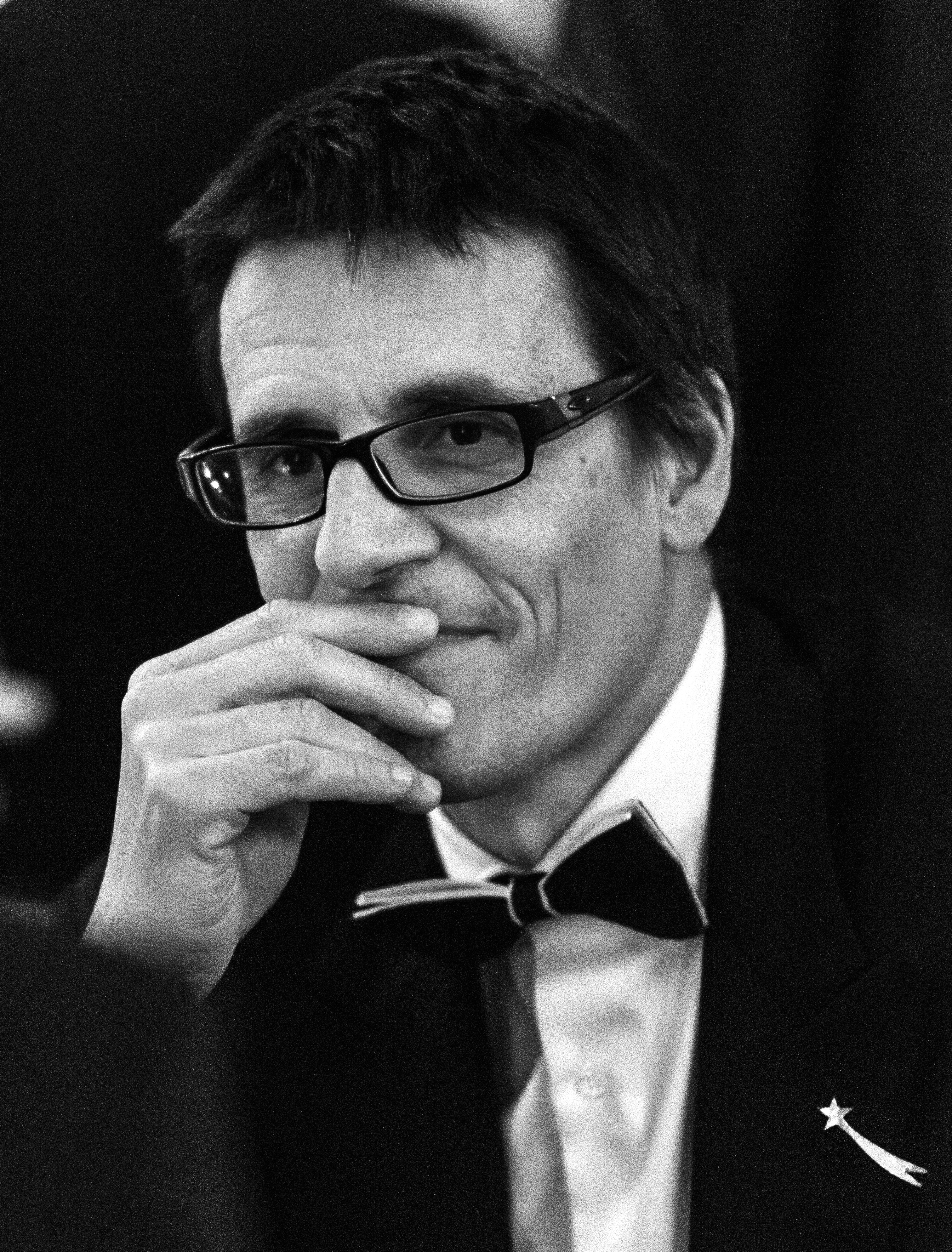
Didier Queloz
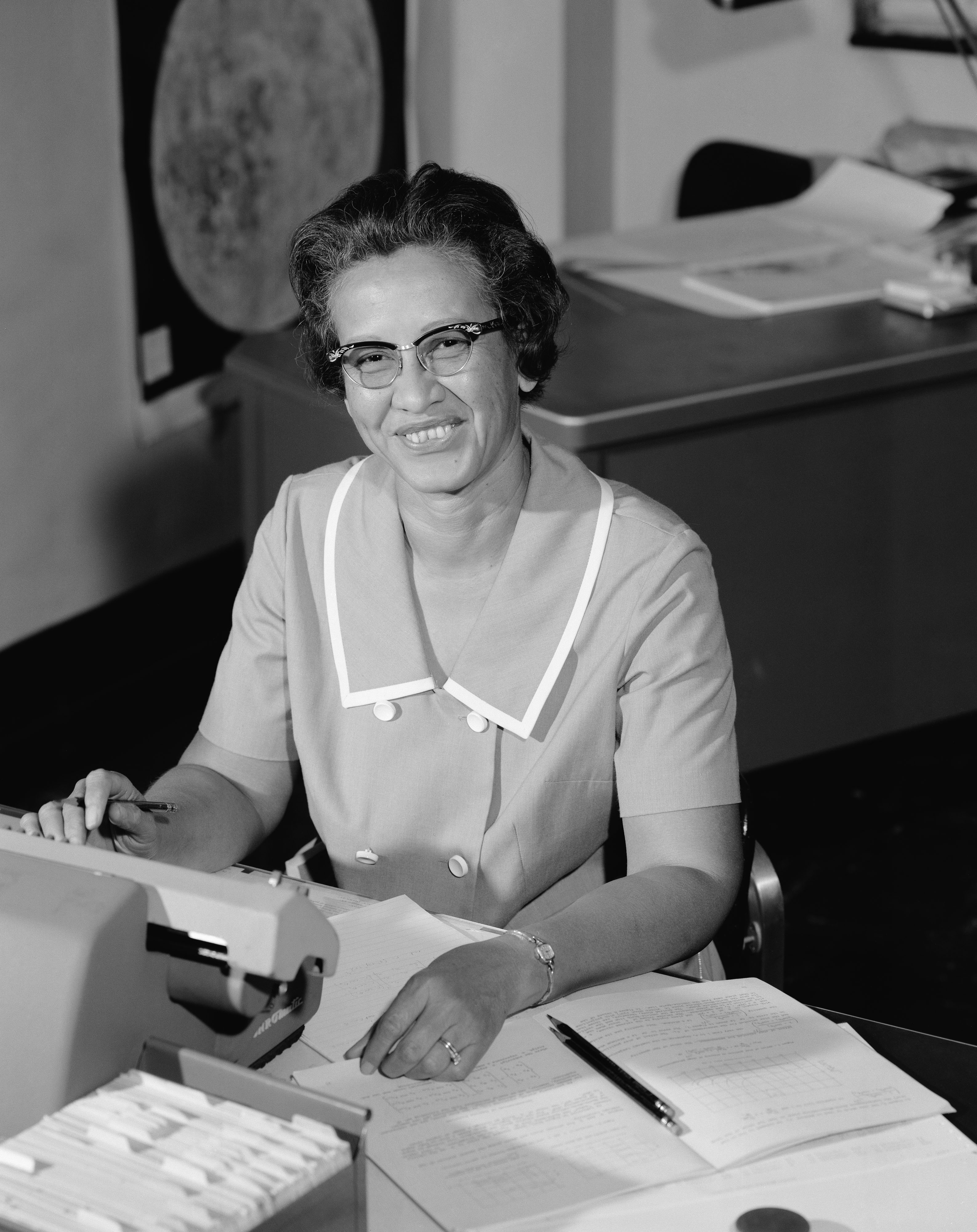
Katherine Johnson (1918-2020)
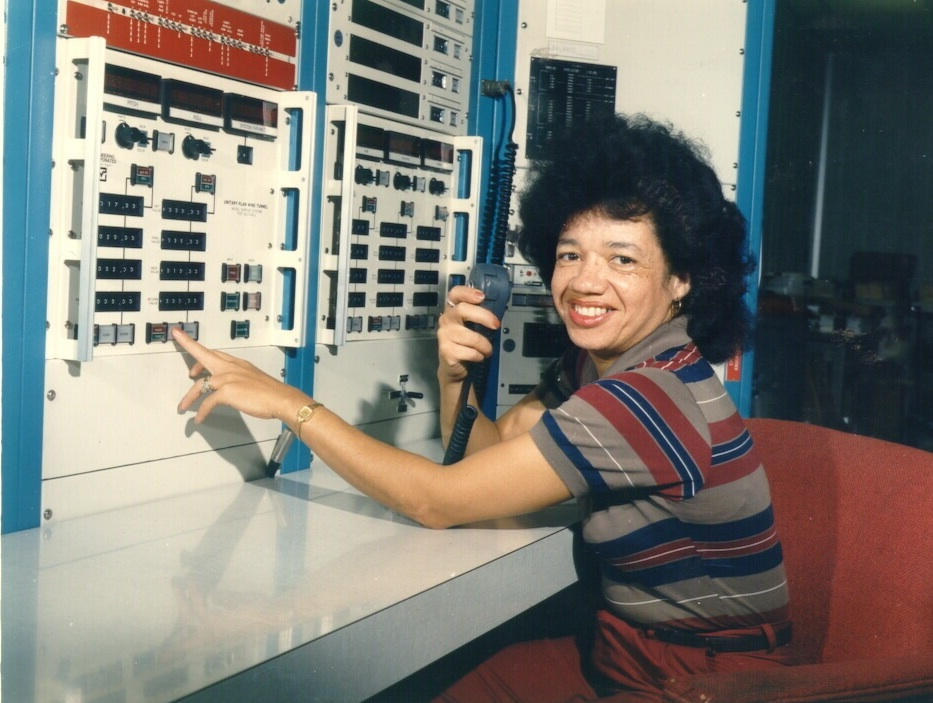
Christine Darden (1942-)
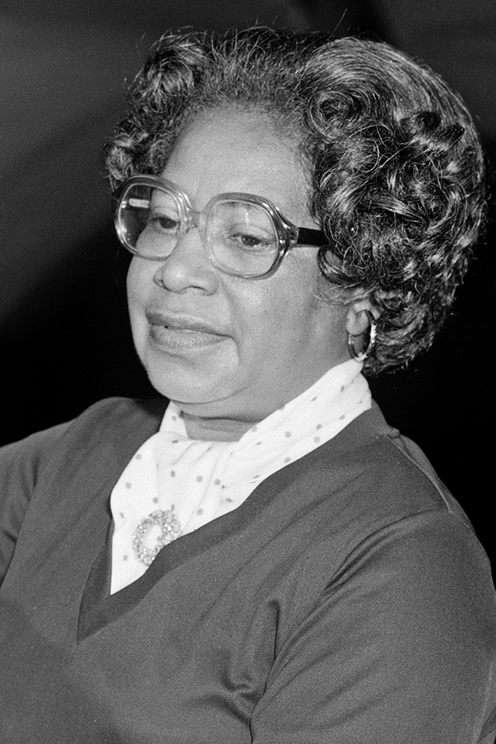
Mary Jackson (1921-2005)
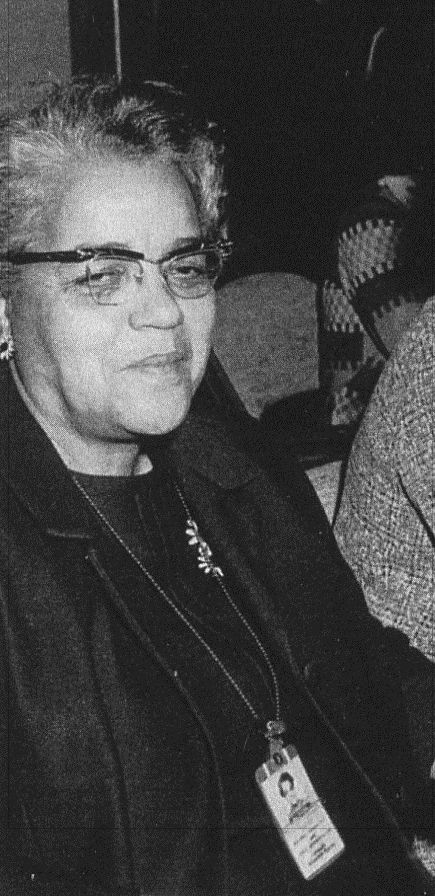
Dorothy Vaughan (1910-2008)

### Décès
- 6 janvier : Gustav Tammann, astronome allemand.
- 8 février : Wolfgang Rindler, physicien autrichien, inventeur de la notion d'horizon d'un trou noir.
- 28 février : Sarah Lee Lippincott, astronome américaine.
- 13 avril : Norio Kaifu, ancien directeur de l'Union astronomique internationale.
- 3 août : Nikolaï Kardachev, astrophysicien soviétique puis russe, spécialiste de la radioastronomie interférométrique, auteur de l'échelle de Kardachev.
- 25 août : Lodewijk Woltjer, astronome néerlandais, ancien directeur général de l'Observatoire européen austral et ancien président de l'Union astronomique internationale[71].
- 11 octobre : Alexeï Leonov, cosmonaute soviétique, premier homme à avoir réalisé une sortie extravéhiculaire dans l'espace[72].
- 30 octobre : Georges Courtès, astronome français[73].

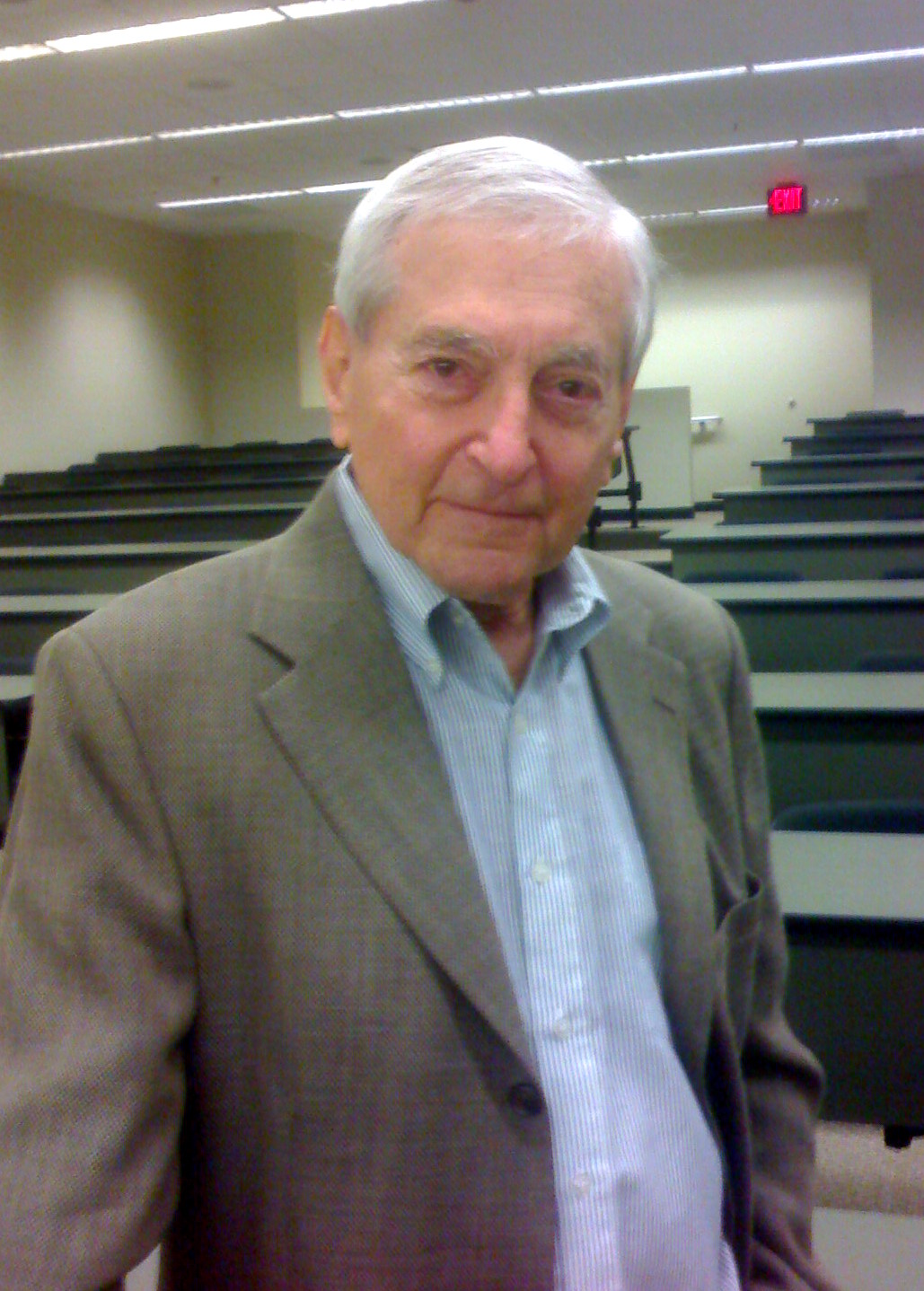
Wolfgang Rindler (1924-1919)
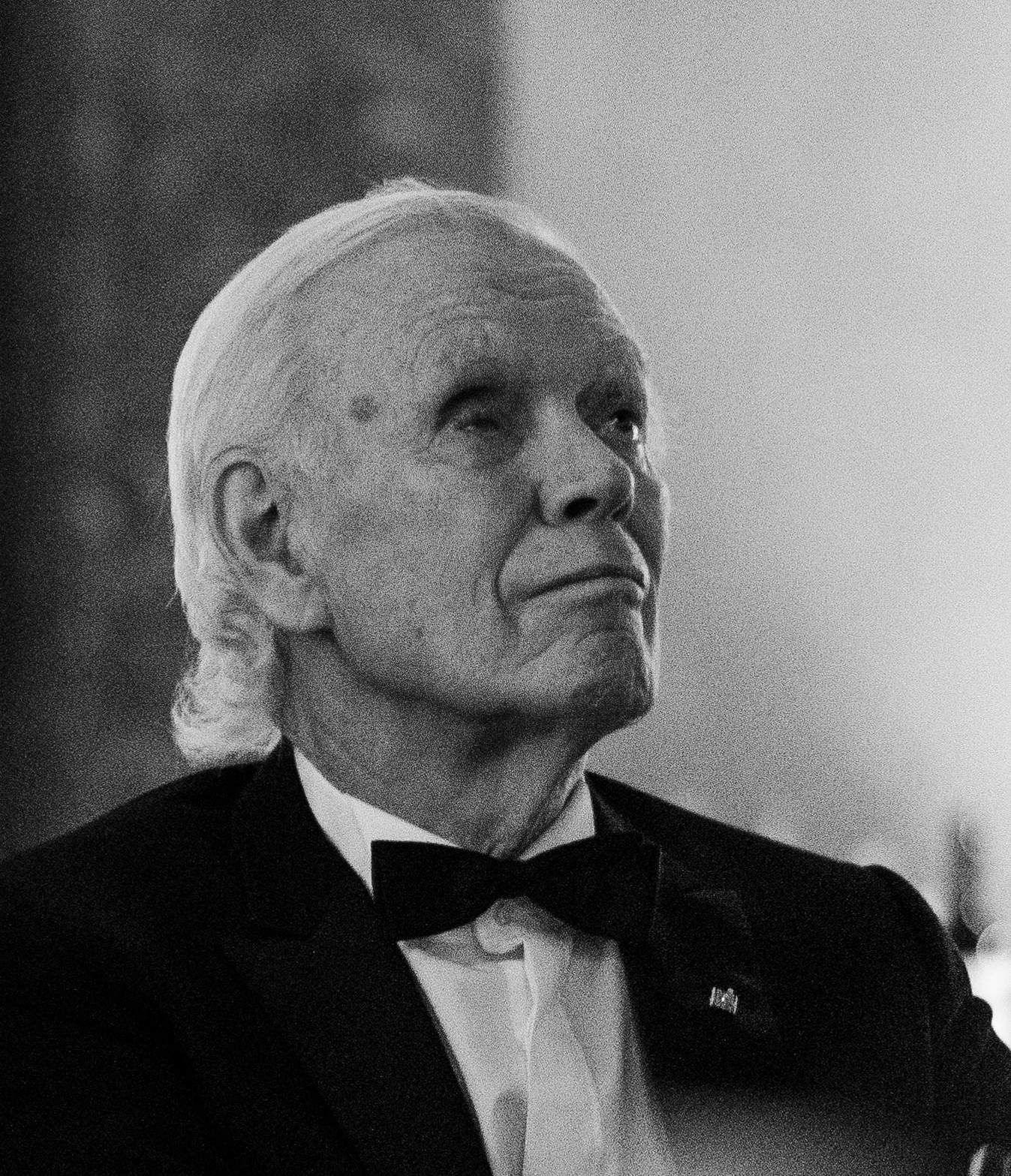
Lodewijk Woltjer (1930-2019)
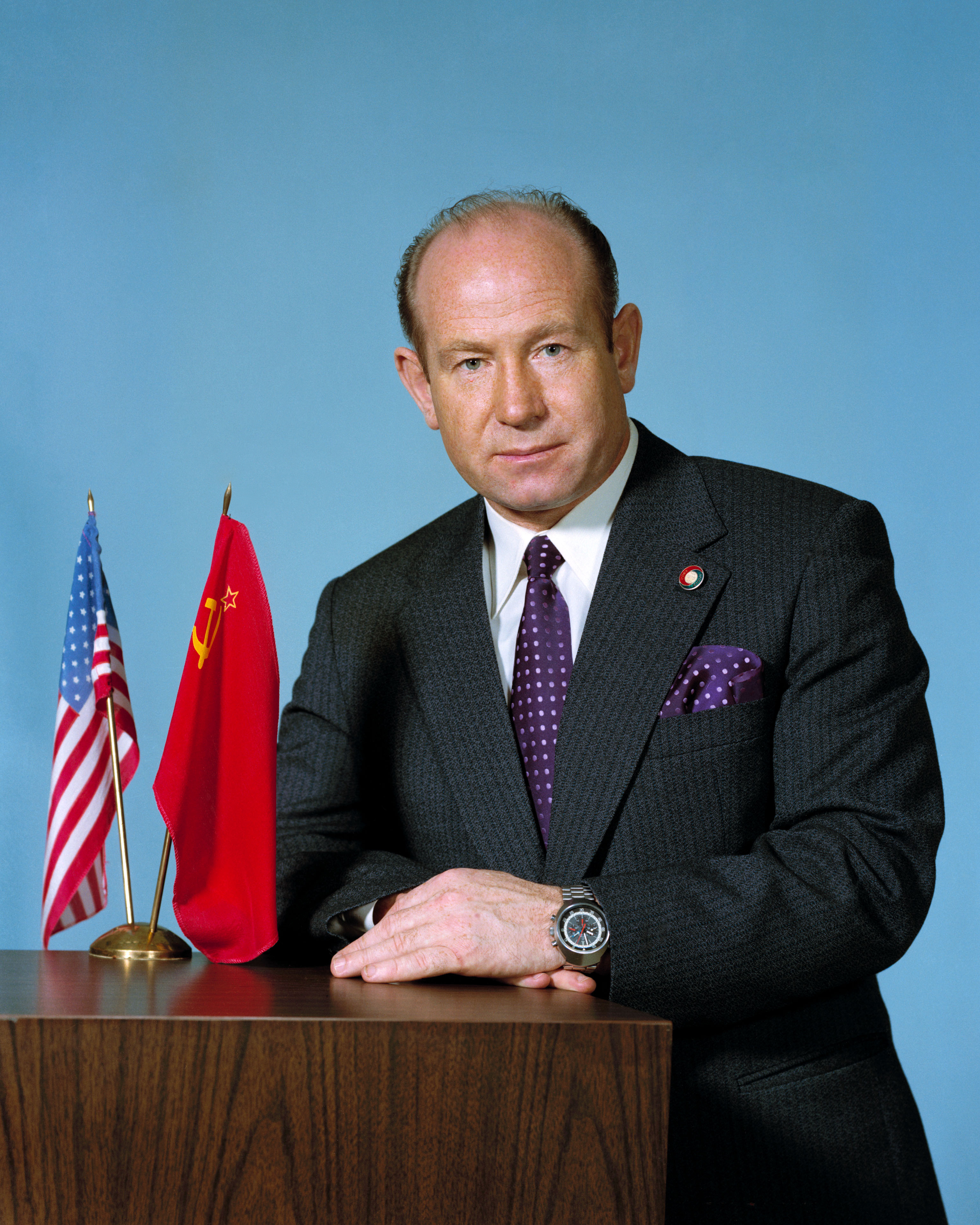
Alexei Leonov (1934-2019)